# Val Verde County
Val Verde County je okres ve státě Texas v USA. K roku 2010 zde žilo 48 879 obyvatel. Správním městem okresu je Del Rio. Celková rozloha okresu činí 8 371 km².